# Orahovica (Zenica)
Pour les articles homonymes, voir Orahovica.
Orahovica (en cyrillique : Ораховица) est une localité de Bosnie-Herzégovine. Elle est située sur le territoire de la ville de Zenica, dans le canton de Zenica-Doboj et dans la fédération de Bosnie-et-Herzégovine. Selon les premiers résultats du recensement bosnien de 2013, elle compte 2 498 habitants.
Avant 1991, le territoire de la localité était réparti entre celles de Babići, Kovačevići, Rajčevići et Spahići ; depuis 1991, la localité, qui regroupe cet ensemble, est recensée comme une entité administrative à part entière.

## Géographie
La localité est située au bord de la Orahovička rijeka, un affluent de la Bosna.

## Histoire
La « vieille mosquée » d'Orahovica, avec sa cour intérieure (en bosnien : harem), est inscrite sur la liste des monuments nationaux de Bosnie-Herzégovine.

## Démographie

### Évolution historique de la population dans la localité
| 1948 | 1953 | 1961 | 1971 | 1981 | 1991  | 2013  |
| ---- | ---- | ---- | ---- | ---- | ----- | ----- |
| -    | -    | -    | -    | -    | 2 535 | 2 498 |

|  |